# Urtica flabellata
Urtica flabellata là loài thực vật có hoa trong họ Tầm ma. Loài này được Kunth miêu tả khoa học đầu tiên năm 1817.